# 荒幡
荒幡（あらはた）は、埼玉県所沢市の大字。郵便番号359-1133。
本項では1889年（明治22年）の町村制施行時に同区域に存在した荒幡村についても記す。

## 地理
所沢市の南部、吾妻地区に所属する。
村山貯水池（多摩湖）の北東側に位置し、周辺の久米・松が丘・山口、および東京都東村山市多摩湖町と隣接する。
かつては埼玉県入間郡吾妻村であった。1993年に町名・地番変更の実施により一部が松が丘になったが、現在もほとんどの地域が残っている。
地内は概ね北部に市街地が広がり、南部は西武園の施設構内などとなっている。

### 河川
北側の町境付近に柳瀬川が流れている。
橋梁は（上流側より）・神明橋 ・西ヶ谷戸橋 ・地蔵橋（人道橋） ・本村橋 ・川島田橋。

### 地価
住宅地の地価は、2014年（平成26年）1月1日の公示地価によれば、荒幡字本村289番1の地点で11万円/m2となっている。

## 歴史
- 村山党山口氏系荒波多氏が築城。荒幡氏は鎌倉幕府御家人でもある。
- 江戸期には、八王子千人同心岸氏が配置された。
- 1889年（明治22年）4月1日 - 町村制施行に伴い荒幡村が発足。久米村、北秋津村と町村組合を結成し、吾妻組合村となる。
- 1891年（明治24年）5月1日 - 吾妻組合村3村が合併し、吾妻村の村域となる。
- 1899年（明治32年）町村制施行以前の荒幡村の時代（1884年）から、荒幡村の一体化を進める目的をもって築造されていた「荒幡富士」が完成（明治39年神社合祀令以前）。荒幡富士は、所沢市において指定文化財とされている[7]。

- 1943年（昭和18年）4月1日 - 吾妻村が所沢町・小手指村・富岡村・山口村・松井村と合併し、所沢町大字荒幡となる。
- 1950年（昭和25年）11月3日 - 所沢町が市制施行して所沢市となる。
- 2007年（平成19年）10月15日 - 町名・地番変更実施により、南東部に松が丘を起立。

## 世帯数と人口
2017年（平成29年）9月30日現在の世帯数と人口は以下の通りである。
| 大字 | 世帯数    | 人口    |
| ---- | --------- | ------- |
| 荒幡 | 3,314世帯 | 7,748人 |

## 小・中学校の学区
市立小・中学校に通う場合、学区は以下の通りとなる。
| 番地                                                     | 小学校             | 中学校               |
| -------------------------------------------------------- | ------------------ | -------------------- |
| 1〜949番地 958〜1051番地 1059〜1062番地 1086から1475番地 | 所沢市立荒幡小学校 | 所沢市立山口中学校   |
| 950-2〜952番地                                           | 所沢市立山口小学校 | 所沢市立山口中学校   |
| その他                                                   | 所沢市立山口小学校 | 所沢市立上山口中学校 |

## 交通

### 鉄道路線
- 西武狭山線下山口駅（駅の所在は同市山口とされているが、構内の一部が荒幡に含まれる[9]）
- その他の最寄り駅：西武池袋線西所沢駅、西武西武園線西武園駅

### 道路
交差点
- 「荒幡」
- 「松が丘西」

バス
- 地内のバス停は、「荒幡」･「光蔵寺」（市内循環ところバス南路線）

## 施設
公共
- 所沢市 南部浄水場
- 市民の森[10]
  - 狭山丘陵いきものふれあいの里[11]。 - 指定管理はナショナルトラスト公益財団法人トトロのふるさと基金
  - 荒幡富士（富士塚） - 所沢市指定文化財（有形民俗文化財）[7]。所沢市の「とことこ景観資源」（10番）に指定されているほか[12]、同市の「ところざわ百選」や埼玉県の「彩の国さいたま景観賞」にも選定されている。
- 田畑公園[13][14]
- ドレミの丘公園[13]

寺社
- 浅間神社
- 三島神社[15]
- 光蔵寺 - 真言宗豊山派
- 本覚院 - 真言宗豊山派

教育・保育
- 所沢市立荒幡小学校
- 私立所沢第五文化幼稚園[16]

商業
- 西武園ゴルフ場
- 西武園競輪場
- かっこう団地
- 多摩湖霊園

## 関連文献
- 「荒幡村」『新編武蔵風土記稿』 巻ノ157入間郡ノ2、内務省地理局、1884年6月。NDLJP:764001/68。